# Firestone District
Firestone är ett distrikt i Liberia.   Det ligger i regionen Margibi County, i den centrala delen av landet, 50 km öster om huvudstaden Monrovia.